# Discipline 4

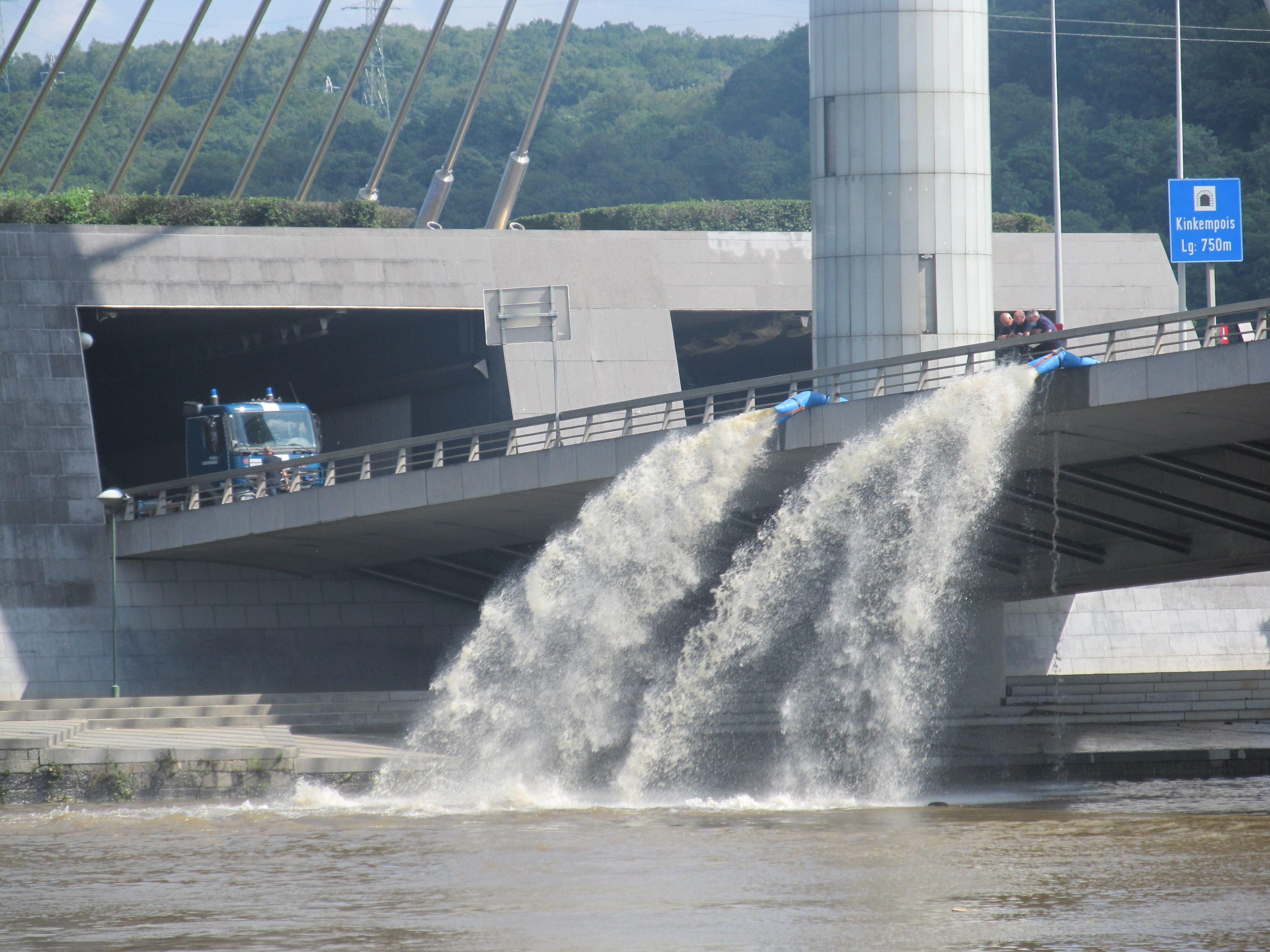
La protection civile en action pour pomper l'eau des tunnels de Liège, lors des inondations de juillet 2021 en Belgique.

Dans le cadre de la planification de l'urgence en Belgique, la discipline 4 désigne l'appui logistique aux opérations de secours lors de catastrophes ou de missions de routine.

## Histoire
Le 30 juillet 2004, survint la catastrophe de Ghislenghien qui fit 24 morts et 132 blessés lors de la rupture d'une conduite de gaz à haute pression qui entraina une explosion sur un zoning industriel. Cette catastrophe mit en lumière des dysfonctionnements dans l’organisation et la coopération entre les services de secours et eut pour conséquence, outre la réforme de la sécurité civile belge de 2007, une réorganisation de la planification de l'urgence en Belgique, notamment via la création de cinq disciplines de l'urgence par l'arrêté royal du 16 février 2006. 
Ces cinq disciplines sont : 
- La discipline 1 (D1) : les services d'incendie.
- La discipline 2 (D2) : l'aide médicale urgente.
- La discipline 3 (D3) : la police.
- La discipline 4 (D4) : l'appui logistique.
- La discipline 5 (D5) : Information.

## Missions

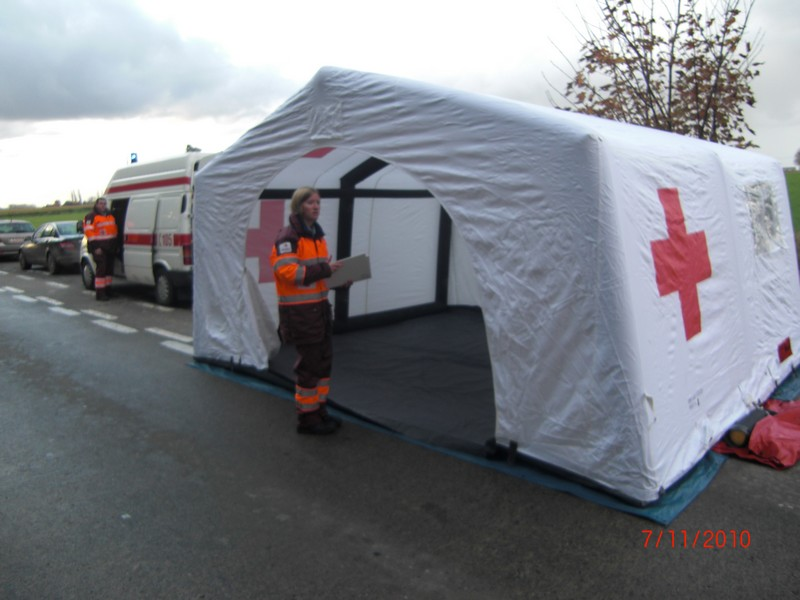
Outre ses missions d'aide médicale urgente (« discipline 2 »), la Croix-Rouge de Belgique peut également fournir un appui logistique dans le cadre de la « discipline 4 ».

Les missions de la « discipline 4 » sont :
- d'assurer un renfort en personnel et en matériel lors d'opérations de secours.
- de fournir du matériel spécifique (recherche et sauvetage, génie civil, citernes d'eau, sacs de sable, tentes, ambulances, etc. etc.).
- d'organiser les moyens techniques pour la communication, voire la radiocommunication de catastrophe, entre les disciplines, le poste de commandement opérationnel (PC-OPS) et le comité de coordination (notamment via le réseau A.S.T.R.I.D.).
- d'organiser le ravitaillement en vivres et en eau potable pour les services de secours et les personnes sinistrées.
- d'effectuer divers travaux.

## Composition

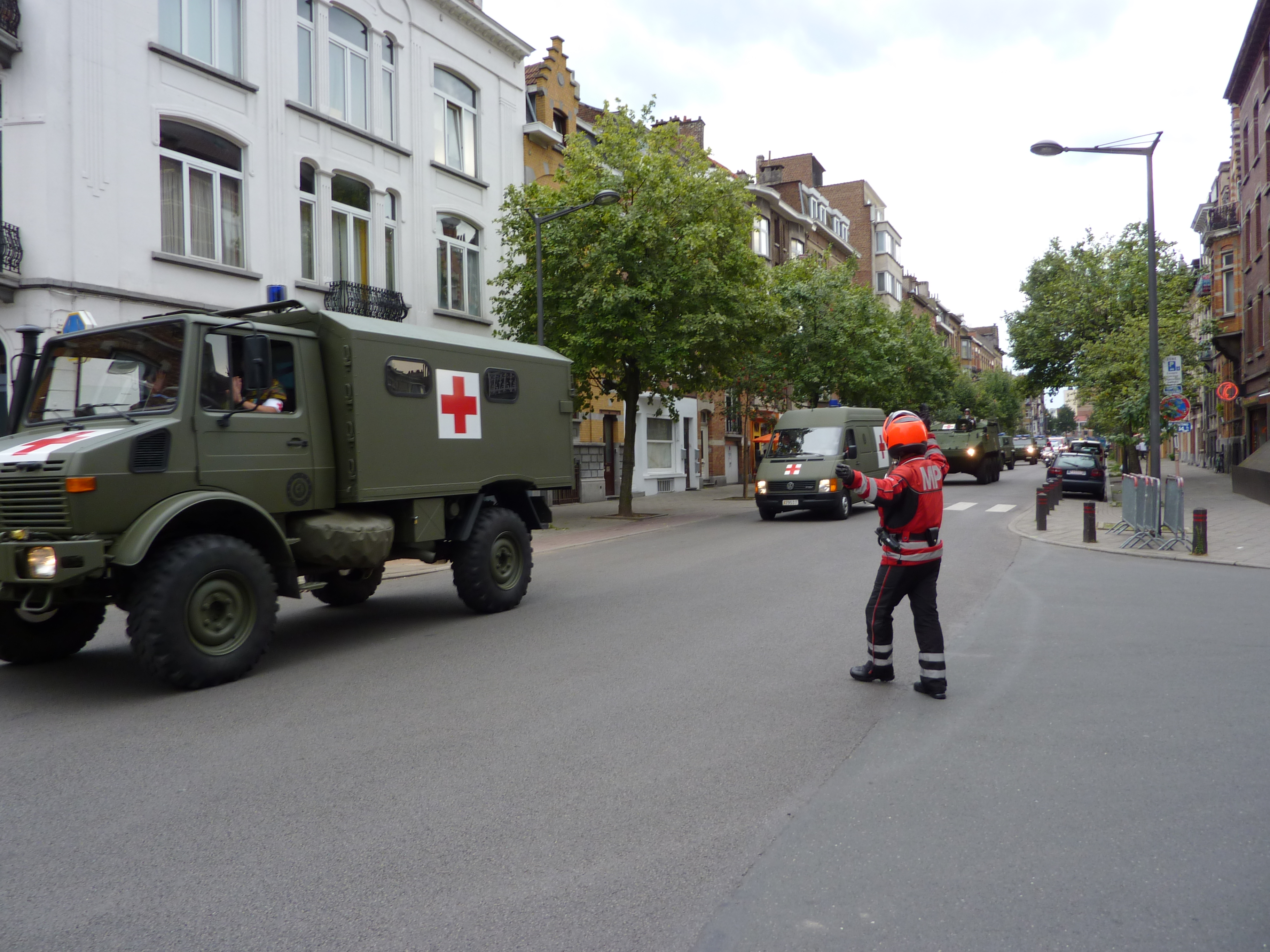
L'armée belge possède du matériel spécifique qui peut être réquisitionné dans le cadre de la discipline 4.

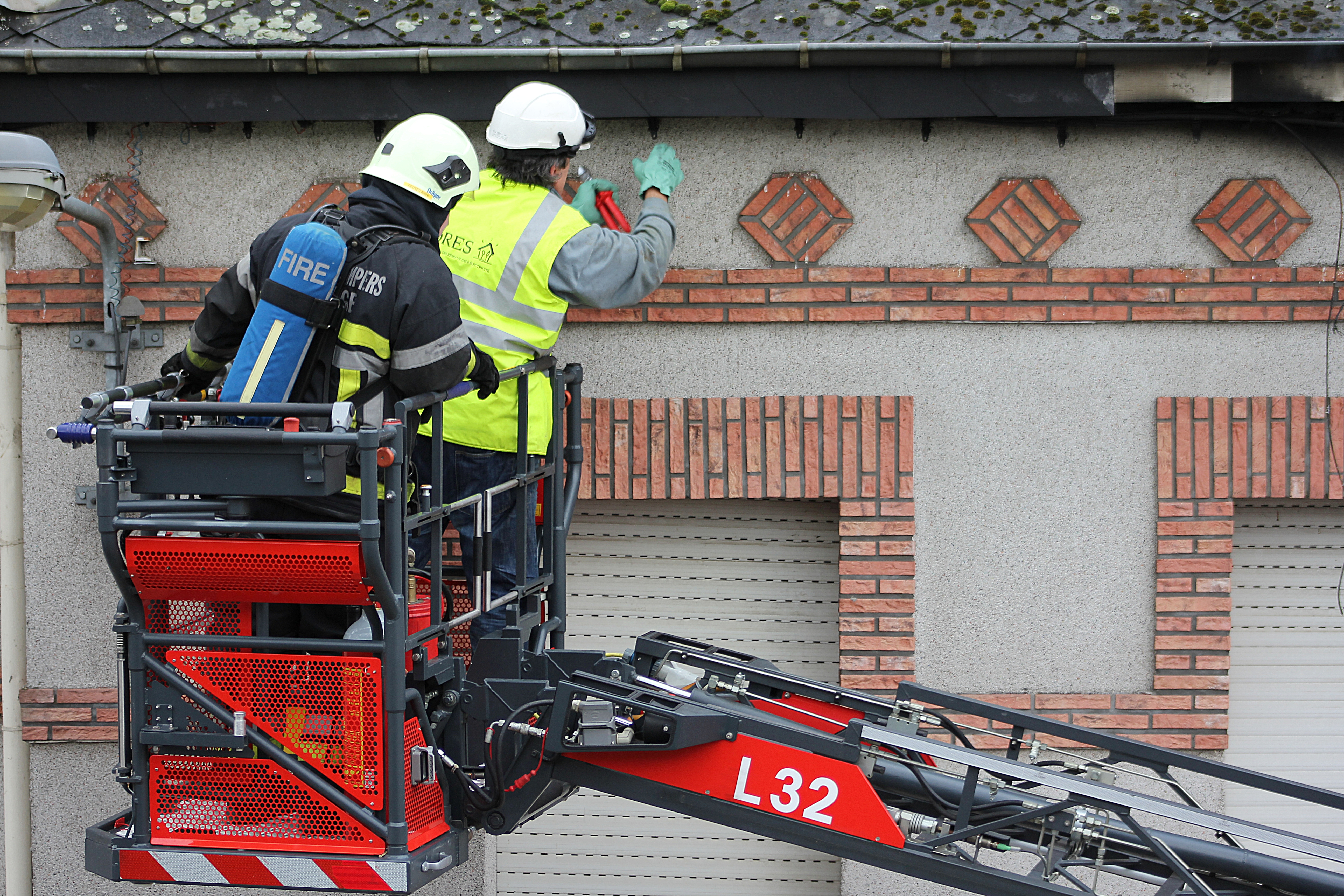
Agent d'ORES en intervention avec des pompiers.

Tout comme la « discipline 5 », la « discipline 4 » ne possède pas d'unité spécifique dédiée à ses tâches et missions. Celles-ci sont en effet exercées par divers organismes, publics ou privés, réquisitionnés en fonction de leurs compétences singulières, à contrario des trois premières disciplines qui, elles, sont opérées uniquement par des organismes spécifiques (la « discipline 1 » relevant des missions de pompiers sous la tutelle des zones de secours, la « discipline 2 » des missions médicales sous la tutelle de l'aide médicale urgente et la discipline 3 relevant des missions de police chapeautées par les zones de polices ou par la police fédérale).
Toutefois, les principaux organismes opérant les missions d'appui logistique sont la protection civile, les zones de secours (en dehors de leur mission de « discipline 1 », les forces armées belges (certaines unités spécifiques comme le SEDEE - DOVO ou la 40e escadrille Héli interviennent plus régulièrement que d'autres), le Ministère de l'Équipement et des Transports ou encore la Croix-Rouge de Belgique.
Dans le secteur « civil » ou privé on retrouve, entre autres et selon leurs compétences spécifiques :
- A.S.T.R.I.D.
- Elia
- Electrabel
- Fluxys
- ORES
- RESA
- Sibelga